# حركة العدالة الوطنية
حركة العدالة الوطنية هي حزب سياسي قومي علماني في البحرين.

## التاريخ والسيرة
تأسست حركة العدالة الوطنية في 5 مارس 2006 في المحرق. يقودها محام جمعية العمل الوطني الديمقراطي السابق عبد الله هاشم الذي هو أيضا مؤسس الحزب. المقصود من دائرة الحزب هم اليساريون الساخطين والليبراليين وبعض نخبة السنة الذين يسعون لتحديد مسار للحركة بعيدا عن الأحزاب التقليدية من خلال مزيج من المواقف السياسية التقدمية ومكافحة الطائفية والقومية العربية. قال عبد الله هاشم أن الحزب لم يدرج كلمة «الإسلام» في اسمه لأنه يريد جذب الناس من كافة فئات المجتمع.
قال عبد الله هاشم أنه يريد على وجه التحديد مواجهة النفوذ الطاغي لجمعية الوفاق الوطني الإسلامية. قال زميله أحمد زمان أنه يريد تحقيق التوازن داخل المجتمع البحريني من خلال «تعزيز الوعي بين السنة ومساعدتهم على استعادة مكانهم الصحيح. يجب على الناس أن يدركوا أن الحكومة والشيعة ليسوا اللاعب الوحيد».
«نحن نعتقد أن الوفاق تخدم مصالح السكان الشيعة في البحرين في حين أن آخرين مثل جمعية الأصالة الإسلامية تخدم مصالح السنة. حركتنا تعمل من أجل مصلحة البلاد ككل. لن تكون منظمة دينية ويمكن أن تشمل المسلمين سواء السنة والشيعة والمسيحيين واليهود وغيرهم من الناس».
في حين أن وجود جدول أعمال معلن لمكافحة الطائفية فإن القومية العربية تقليديا تحظى بشعبية كبيرة بين المسلمين السنة. الموقف القومي للحزب يسمح للحزب بمهاجمة عموم الأحزاب الإسلامية السنية الأصالة والمنبر في حين يعطيها موقفا قويا ضد الإسلاميين الشيعة الوفاق. قال هاشم: «الوحدة الوطنية هي هدفنا الرئيسي وبغض النظر عن معتقداتنا فإننا يمكننا العمل معا من أجل مصلحة البلاد».
في وضع غير اعتيادي بالنسبة لحزب قومي عربي فإن الحركة لا تعتبر الولايات المتحدة العدو الدولي الرئيسي. الحركة قررت عدم التعاون مع بريطانيا وإيران علنا أو سرا بسبب مواقفهما السابقة والحالية تجاه البحرين. قال زمان: «البحرينيون كانوا مستعبدين من قبل بريطانيا ولم ينالوا حقوقهم وأذلوهم أثناء احتلالهم للبحرين في حين كثيرا ما طالبت إيران بضم بلادنا. الولايات المتحدة على عكس إيران لم تكن لديها مطالبات لضم البحرين.»
أحد مرشحيه في انتخابات عام 2006 ومن المرجح أن يكون المشتبه في صلتهم بالإرهاب اعتقل مرتين محي الدين محمود خان. قال الجهادي الأفغاني السابق خان للصحفيين: «أنا لا أستبعد المشاركة في الانتخابات التشريعية لخدمة المجتمع خاصة بعد أن انضممت إلى حركة العدالة الوطنية». أشاد بالحركة قائلا بأنها لن إحياء حقوق أهل السنة «الذين سقطوا إلى صمت غير مريح والذي جعل منهم يبدون مثل الناصر المطيع بشكل لا يقبل من الحكومة في حين يعانون من الإهمال في مجال الإسكان وغيرها من الخدمات التي تقدمها الدولة».
كان خان زعيم مجموعة من ستة أفراد اعتقلوا مرتين في عام 2004 للاشتباه في التخطيط لتنفيذ «تفجيرات على الحكومة والشركات» وفقا لوزارة الداخلية وجهاز الأمن الوطني. ومع ذلك لم توجه إليهم تهم. قال فريد غازي محامي خان عضو مجلس النواب مع كتلة الاقتصاديين أنه «ليس هناك أي دليل ملموس ضده. لا ينبغي أن يسجن الناس لأفكارهم». بعد أن تم الإفراج عنهم مرة ثانية تعرض الستة لحملة مضايقات من جانب الحكومة ضدهم والتي شملت نشر صورهم على المواقع الإباحية.